# Actia fulvicauda
Actia fulvicauda är en tvåvingeart som beskrevs av Malloch 1935. Actia fulvicauda ingår i släktet Actia och familjen parasitflugor. Inga underarter finns listade i Catalogue of Life.